# Mine de Paracatu
La mine de Paracatu est une mine à ciel ouvert d'or située dans l'état de Minas Gerais au Brésil. Elle appartient en totalité à Kinross Gold depuis le rachat de 51 % à Rio Tinto en 2004. Sa production a démarré en 1987.